# Ecurie Nationale Belge
Ecurie Nationale Belge (znany również jako ENB) – były zespół biorący udział w Formule 1 i sportach wyścigowych powstały w latach 50. i 60. XX wieku. Zespół powstał w wyniku połączenia Jacques Swaters, Écurie Francorchamps, Johnny Claes i Ecurie Belge.
W Formule 1, zespół przez lata wykorzystywał podwozia: Ferrari, Cooper, Lotus, Emeryson i samochód własnej konstrukcji „ENB”, który uczestniczył w jednym wyścigu, o Grand Prix Niemiec w 1962 roku.

## Wyniki w Formule 1
| Legenda oznaczeń w tabelach wyników Wyświetl szablon na nowej stronie | Legenda oznaczeń w tabelach wyników Wyświetl szablon na nowej stronie                                                                     |
| Oznaczenie                                                            | Wyjaśnienie |
| --------------------------------------------------------------------- | --- |
| Złoty                                                                 | Zwycięzca lub mistrzostwo |
| Srebrny                                                               | 2. miejsce lub wicemistrzostwo |
| Brązowy                                                               | 3. miejsce lub II wicemistrzostwo |
| Zielony                                                               | Ukończył, punktował (w klasyfikacji generalnej, gdy zdobył co najmniej jeden punkt na przestrzeni sezonu, poza trzema powyższymi opcjami) |
| Niebieski                                                             | Ukończył, nie punktował (w klasyfikacji generalnej, gdy nie zdobył co najmniej jednego punktu na przestrzeni sezonu)                      |
| Czerwony                                                              | Nie zakwalifikował się (NZ) |
| Czerwony                                                              | Nie prekwalifikował się (NPK) |
| Różowy                                                                | Nie ukończył (NU) |
| Różowy                                                                | Niesklasyfikowany (NS) (w klasyfikacji generalnej, gdy nie został sklasyfikowany w żadnym wyścigu sezonu)                                 |
| Czarny                                                                | Zdyskwalifikowany (DK) |
| Czarny                                                                | Wykluczony (WYK/EX) |
| Biały                                                                 | Nie wystartował (NW) |
| Biały                                                                 | Kontuzjowany (K/INJ) |
| Biały                                                                 | Wyścig odwołany (OD/C) |
| Bez koloru                                                            | Został wycofany (WYC/WD) |
| Bez koloru                                                            | Nie przybył (NP/DNA) |
| Bez koloru                                                            | Nie brał udziału w treningach (NT/DNP) |
| Bez koloru                                                            | Nie został zgłoszony (–) |
| Pogrubienie                                                           | Start z pole position |
| Kursywa                                                               | Najszybsze okrążenie wyścigu |
| †                                                                     | Nie ukończył, ale jego rezultat został zaliczony ze względu na przejechanie więcej niż 90% dystansu wyścigu.                              |
| *                                                                     | Sezon w trakcie |
| 1/2/3                                                                 | Punktowana pozycja w sprincie kwalifikacyjnym                                                                                             |
| Lista systemów punktacji Formuły 1                                    | |

| Sezon | Konstruktor       | Kierowcy          | Wyniki w poszczególnych eliminacjach | Wyniki w poszczególnych eliminacjach | Wyniki w poszczególnych eliminacjach | Wyniki w poszczególnych eliminacjach | Wyniki w poszczególnych eliminacjach | Wyniki w poszczególnych eliminacjach | Wyniki w poszczególnych eliminacjach | Wyniki w poszczególnych eliminacjach | Wyniki w poszczególnych eliminacjach | Wyniki w poszczególnych eliminacjach | Wyniki kierowców | Wyniki kierowców | Wyniki konstruktora | Wyniki konstruktora |
| 1955  |                   |                   | ARG                                  | MCO                                  | USA                                  | BEL                                  | HOL                                  | GBR                                  | ITA                                  |                                      |                                      |                                      | Punkty           | Pozycja          | Punkty              | Pozycja             |
| ----- | ----------------- | ----------------- | ------------------------------------ | ------------------------------------ | ------------------------------------ | ------------------------------------ | ------------------------------------ | ------------------------------------ | ------------------------------------ | ------------------------------------ | ------------------------------------ | ------------------------------------ | ---------------- | ---------------- | ------------------- | ------------------- |
| 1955  | Ferrari           | Johnny Claes      |                                      |                                      |                                      |                                      | 11                                   |                                      |                                      |                                      |                                      |                                      | 0                | –                | –                   | –                   |
| 1959  |                   |                   | MCO                                  | USA                                  | HOL                                  | FRA                                  | GBR                                  | GER                                  | POR                                  | ITA                                  | USA                                  |                                      | Punkty           | Pozycja          | Punkty              | Pozycja             |
| 1959  | Cooper            | Alain de Changy   | NZ                                   |                                      |                                      |                                      |                                      |                                      |                                      |                                      |                                      |                                      | 0                | NS               | 40                  | 1                   |
| 1959  | Cooper            | Lucien Bianchi    | NZ                                   |                                      |                                      |                                      |                                      |                                      |                                      |                                      |                                      |                                      | 0                | NS               | 40                  | 1                   |
| 1960  |                   |                   | ARG                                  | MCO                                  | USA                                  | HOL                                  | BEL                                  | FRA                                  | GBR                                  | POR                                  | ITA                                  | USA                                  | Punkty           | Pozycja          | Punkty              | Pozycja             |
| 1960  | Cooper            | Lucien Bianchi    |                                      |                                      |                                      |                                      | 6                                    |                                      |                                      |                                      |                                      |                                      | 1                | 27               | 54                  | 1                   |
| 1961  |                   |                   | MCO                                  | HOL                                  | BEL                                  | FRA                                  | GBR                                  | GER                                  | ITA                                  | USA                                  |                                      |                                      | Punkty           | Pozycja          | Punkty              | Pozycja             |
| 1961  | Emeryson-Maserati | Olivier Gendebien | NZ                                   |                                      |                                      |                                      |                                      |                                      |                                      |                                      |                                      |                                      | 3                | 14               | 0                   | NS                  |
| 1961  | Emeryson-Maserati | Lucien Bianchi    | NZ                                   |                                      |                                      |                                      |                                      |                                      |                                      |                                      |                                      |                                      | 0                | NS               | 0                   | NS                  |
| 1961  | Emeryson-Maserati | André Pilette     |                                      |                                      |                                      |                                      |                                      |                                      | NZ                                   |                                      |                                      |                                      | 0                | NS               | 0                   | NS                  |
| 1961  | Lotus-Climax      | Lucien Bianchi    |                                      |                                      |                                      | NU                                   |                                      |                                      |                                      |                                      |                                      |                                      | 0                | NS               | 32                  | 2                   |
| 1961  | Lotus-Climax      | Willy Mairesse    |                                      |                                      |                                      | NU                                   |                                      |                                      |                                      |                                      |                                      |                                      | 0                | NS               | 32                  | 2                   |
| 1962  |                   |                   | HOL                                  | MCO                                  | BEL                                  | FRA                                  | GBR                                  | GER                                  | ITA                                  | USA                                  | RPA                                  |                                      | Punkty           | Pozycja          | Punkty              | Pozycja             |
| 1962  | Lotus-Climax      | Lucien Bianchi    |                                      |                                      | 9                                    |                                      |                                      |                                      |                                      |                                      |                                      |                                      | 0                | 18               | 36                  | 2                   |
| 1962  | ENB-Maserati      | Lucien Bianchi    |                                      |                                      |                                      |                                      |                                      | 16                                   |                                      |                                      |                                      |                                      | 0                | 18               | 0                   | –                   |